# Téciverdi
 (janvier 2012).
Si vous disposez d'ouvrages ou d'articles de référence ou si vous connaissez des sites web de qualité traitant du thème abordé ici, merci de compléter l'article en donnant les références utiles à sa vérifiabilité et en les liant à la section « Notes et références ».
Téciverdi (diversité en verlan) est le nom du festival de la diversité biologique et culturelle lancé en 2010 par la ville de Niort. Le festival 2010 ayant réussi son lancement, une seconde édition aura lieu en 2012. 
Cet événement qui se déroulera donc tous les deux ans met l’accent sur le lien qui unit les hommes à la nature. À la fois festif et militant, il croise les arts et les sciences. Il veut ainsi s’inscrire dans une politique de développement durable : satisfaire les besoins du présent sans compromettre la capacité des générations futures à répondre aux leurs. 
L'édition 2012 aura lieu du 29 juin au 1er juillet. Elle aura pour têtes d'affiches le chanteur et harpiste breton Alan Stivell et Bernard Werber, auteur de la trilogie best-seller "Les Fourmis". 

## Thèmes
- 2010 : l'arbre
- 2012 : les insectes et les araignées
- 2014 : Migrations